# 马尔基尼
马尔基尼（法語：Marquigny，法語發音：[maʁkiɲi]）是法国大東部大區阿登省的一个市镇，属于武济耶区。

## 地理
马尔基尼（49°33'6"N, 4°42'26"E）面积6.65 平方千米，位于法国大東部大區阿登省，该省份为法国北部内陆省份，西接埃纳省，南至马恩省，东临默兹省，北与比利时接壤。
与马尔基尼接壤的市镇（或旧市镇、城区）包括：沙尼、拉梅、拉萨博特里、拜龙埃塞桑维龙。

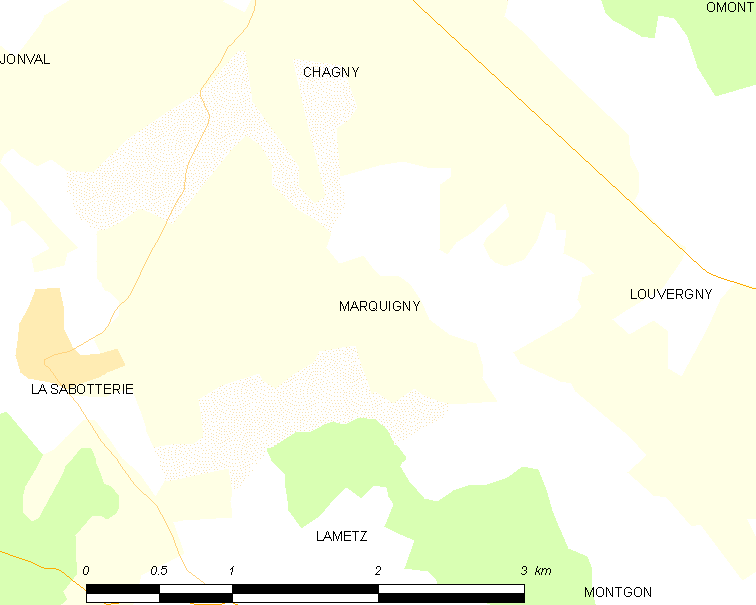
马尔基尼的OSM定位图

马尔基尼的时区为UTC+01:00、UTC+02:00（夏令时）。

## 行政
马尔基尼的邮政编码为08390，INSEE市镇编码为08278。

## 政治
马尔基尼所属的省级选区为阿蒂尼县。

## 人口

1962-2008年间马尔基尼人口变化图示

马尔基尼于2022年1月1日时的人口数量为74人。